# Xã Marion, Quận Drew, Arkansas
Xã Marion (tiếng Anh: Marion Township) là một xã thuộc quận Drew, tiểu bang Arkansas, Hoa Kỳ. Năm 2010, dân số của xã này là 12.673 người.